# Rinaldo Cruzado
Paulo Rinaldo Cruzado Durand (Lima, 1984. szeptember 21. –) perui labdarúgó, a CD Universidad César Vallejo középpályása. Az Alianza Lima csapatával háromszoros perui bajnok (2003, 2004, 2006).